# オーレスン

オーレスンの紋章

オーレスンの位置

オーレスン（ Ålesund, Aalesund）は、ノルウェーのムーレ・オ・ロムスダール県にある都市。ベルゲンの北北西236km、沿岸の島に位置する港町である。ユーゲント・シュティール建築でも有名。人口は4.5万人（2013年）。

## 歴史
10世紀にノルマンディー公となったロロが、フランスに渡る以前につくったギスケの町（オーレスン北西）がオーレスンの起源といわれる。
19世紀後半からは近郊のフィヨルド群に多くの観光客が訪れるようになった。1904年1月23日に大火に見舞われ、街の中心部が焼失した際、ノルウェー国内のみならず、外国からも多大な援助を受けた。特に頻繁にフィヨルド群へ休暇で訪れていたドイツ皇帝ヴィルヘルム2世はドイツ国内に於いて大々的にオーレスンへの支援を呼びかけ、オーレスン復興の最大の貢献者となった。そして街は当時最先端のユーゲント・シュティール建築の建物に建て替えられ、現在ではこの街並みがオーレスンの最大の観光資源となっている。

## 経済
ノルウェー内でも規模の大きな港があり、漁業が盛ん。タラ、ニシン、カニの水揚げが多い。漁船用の造船所がかつては多かったが、1960年代の北海油田開発以降は石油産業向けの船の建造に取って代わられるようになった。また、家具製造業も盛んである。

## 交通
ノルウェー西岸地域を連絡する沿岸急行船が毎日停泊するほか、ガイランゲルフィヨルドを始めとしたフィヨルド群観光の中継地となっているため、フェリーやバスの便がある。
郊外のオーレスン・ヴィグラ空港は国際空港として、国内各都市、ロンドン、コペンハーゲン、アムステルダム等への便が発着している。

## 見所
- ユーゲント・シュティール建築

## 姉妹都市
- アークレイリ、アイスランド
- ラナース、デンマーク
- ヴェステロース、スウェーデン
- ラハティ、フィンランド
- ピーターヘッド、イギリス
- ボルゴ・ア・モッツァーノ、イタリア
- タコマ、アメリカ

## 出身者
- トル・ホグネ・オーロイ - サッカー選手
- フレドリック・ウルベスタ - サッカー選手
- オッド・アルネ・ウェスタッド - 歴史学者